# Daniel Tkaczuk
Daniel Tkaczuk (* 10. Juni 1979 in Toronto, Ontario) ist ein ehemaliger kanadischer Eishockeyspieler und derzeitiger -trainer, der im Verlauf seiner aktiven Karriere zwischen 1995 und 2011 unter anderem 135 Spiele für den ERC Ingolstadt und die Füchse Duisburg in der Deutschen Eishockey Liga (DEL) sowie weitere 315 Partien in der American Hockey League (AHL) auf der Position des Centers bestritten hat. Zudem absolvierte Tkaczuk, der nach seinem Karriereende als Trainer tätig wurde, insgesamt 19 Begegnungen für die Calgary Flames in der National Hockey League (NHL).

## Karriere
Tkaczuk begann seine Karriere im Jahre 1995 in der kanadischen Juniorenliga Ontario Hockey League (OHL) bei den Barrie Colts. Bereits in seinem ersten Jahr erzielte der damals 17-Jährige in 61 Spielen beachtliche 61 Scorerpunkte. In seiner zweiten Saison konnte sich der Linksschütze noch einmal steigern und zog damit das Interesse einiger Scouts der National Hockey League (NHL) auf sich. Während des NHL Entry Draft 1997 waren es schließlich die Calgary Flames, die sich für Tkaczuk entscheiden konnten. Sie wählten den Kanadier in der ersten Runde an insgesamt sechster Stelle aus. 
Zur Spielzeit 1999/2000 wechselte der 1,85 m große Center in die American Hockey League (AHL) zu den Saint John Flames. Nachdem er dort eine hervorragende Spielzeit absolviert hatte, stand der Angreifer im Jahr 2000 erstmals im Kader der Calgary Flames. Trotzdem kam er weiterhin überwiegend in der AHL zum Einsatz und gewann mit Saint John am Ende der Saison 2000/01 den Calder Cup. Zudem wurde der Linksschütze 19-mal in der NHL eingesetzt und erzielte dabei elf Scorerpunkte. Bevor sich der Stürmer jedoch dauerhaft im Kader der Calgary Flames etablieren konnte, wurde er im Juni 2001 Teil eines großen Transfergeschäfts. Gemeinsam mit Fred Brathwaite, Serhij Warlamow und einem Neuntrunden-Wahlrecht im NHL Entry Draft 2001 wurde Tkaczuk im Tausch für Roman Turek und ein Viertrunden-Wahlrecht im selben Draft an die St. Louis Blues abgegeben. Er kam dort jedoch ausschließlich in der AHL bei den Worcester IceCats zu Einsätzen, ebenso wie im folgenden Jahr beim Ligakonkurrenten Bridgeport Sound Tigers.
Im Sommer 2003 entschied sich Tkaczuk für einen Wechsel nach Europa, wo er in der finnischen SM-liiga einen Einjahresvertrag bei Rauman Lukko unterschrieb. Da der Kontrakt am Ende der Saison nicht verlängert wurde, zog es den Stürmer zur Spielzeit 2004/05 in die italienische Serie A1 zu den HC Milano Vipers, mit denen er in beiden Spieljahren Italienischer Meister wurde. Zudem gewann er mit dem Mailänder Klub auch jeweils einmal die Coppa Italia und Supercoppa Italiana. Aufgrund der in Italien gezeigten Leistungen wurde der Kanadier zur Saison 2006/07 vom ERC Ingolstadt aus der Deutschen Eishockey Liga (DEL) unter Vertrag genommen. Im Sommer 2007 wechselte der Kanadier zum Ligakonkurrenten Füchse Duisburg, für die er zwei Jahre in Diensten stand. Im Anschluss kehrte Tkaczuk nach Nordamerika zurück und heuerte bei den Charlotte Checkers aus der ECHL an. In der Saison 2009/10 stand der Linksschütze außerdem auf Leihbasis für diverse AHL-Teams im Einsatz, bevor er im September 2010 ein Angebot des österreichischen Zweitligisten Dornbirner EC annahm. Die Spielzeit 2010/11 beendete der Stürmer schließlich im Trikot der Nottingham Panthers, mit denen er den Challenge Cup und die Playoff-Meisterschaft der Elite Ice Hockey League errang. Daraufhin beendete der 32-Jährige seine aktive Karriere.
Nach seinem Karriereende im Sommer 2011 begann Tkaczuk als Trainer zu arbeiten. Er kehrte zunächst in die OHL zurück, wo er vier Jahre lang als Assistenztrainer bei den Owen Sound Attack tätig war sowie anschließend für die Saison 2015/16 bei den Kitchener Rangers. Nach fünf OHL-Jahren verließ er die Liga im Sommer 2016 und wurde – ebenfalls als Assistenztrainer – bei den Chicago Wolves aus der AHL vorgestellt. Auch dort war eine Saison im Amt, ebenso wie im Jahr danach bei den St. Louis Blues in der Funktion eines Skills Coachs. Zur Saison 2018/19 wechselte der Ex-Spieler erneut den Arbeitgeber und arbeitete zwei Jahre für die San Antonio Rampage in der AHL. Daraufhin betreute er in der Saison 2020/21 die Utica Comets als Assistenztrainer, ehe er nach erneut einer Spielzeit im Sommer 2021 zum Ligakonkurrenten Springfield Thunderbirds wechselte.

### International
Im Jahr 1998 stand Tkaczuk erstmals im Kader der kanadischen Juniorennationalmannschaft, mit der er im selben Jahr an der U20-Junioren-Weltmeisterschaft teilnahm. Die Kanadier beendeten das Turnier auf dem achten Rang. Im folgenden Jahr nahm der Stürmer an der U20-Junioren-Weltmeisterschaft 1999 in Kanada teil und gewann dort die Silbermedaille. Tkaczuk, der in sieben Begegnungen sechs Tore und vier Torvorlagen erzielte, wurde ins All-Star-Team des Turniers berufen.

## Erfolge und Auszeichnungen
| - 1995 Jack Ferguson Award - 1999 OHL First All-Star Team - 1999 CHL Second All-Star Team - 2000 AHL All-Rookie Team - 2001 Calder-Cup-Gewinn mit den Saint John Flames - 2005 Italienischer Meister mit dem HC Milano Vipers | - 2005 Coppa-Italia-Gewinn mit dem HC Milano Vipers - 2006 Italienischer Meister mit dem HC Milano Vipers - 2006 Supercoppa-Italiana-Gewinn mit dem HC Milano Vipers - 2011 Challenge-Cup-Gewinn mit den Nottingham Panthers - 2011 EIHL-Playoffgewinn mit den Nottingham Panthers |

### International
- 1999 Silbermedaille bei der U20-Junioren-Weltmeisterschaft
- 1999 All-Star Team der U20-Junioren-Weltmeisterschaft

## Karrierestatistik

### International
Vertrat Kanada bei:
- Junioren-Weltmeisterschaft 1998
- U20-Junioren-Weltmeisterschaft 1999

(Legende zur Spielerstatistik: Sp oder GP = absolvierte Spiele; T oder G = erzielte Tore; V oder A = erzielte Assists; Pkt oder Pts = erzielte Scorerpunkte; SM oder PIM = erhaltene Strafminuten; +/− = Plus/Minus-Bilanz; PP = erzielte Überzahltore; SH = erzielte Unterzahltore; GW = erzielte Siegtore; 1 Play-downs/Relegation; Kursiv: Statistik nicht vollständig)